# Абалаково (Иркутская область)
Абалаково — село в Нижнеудинском районе Иркутской области России. Входит в Усть-Рубахинское муниципальное образование.

## География
Село находится в 2 км от Шумского

## Население
По данным Всероссийской переписи населения 2010 года население НП составило 114 человек
| 2002 | 2010 | 2011 | 2012 |
| ---- | ---- | ---- | ---- |
| 183  | ↘114 | →114 | ↘109 |

## Инфраструктура
Личное подсобное хозяйство с зоной сельскохозяйственного использования, индивидуальная застройка усадебного типа.
ФАП.

## Транспорт
Остановка общественного транспорта «Абалаково».